# Pierre Samuel
Pierre Samuel (* 12. September 1921 in Paris; † 23. August 2009 in Paris) war ein französischer Mathematiker, der sich unter anderem mit algebraischer Geometrie beschäftigte.

## Leben
Samuel wuchs in Paris auf und besuchte dort die Schule Lycée Janson-de-Sailly. Samuels Vater, Raymond Samuel, war ein Ladenbesitzer in Paris. 1940 wurde er an der École normale supérieure angenommen, an der er in Grenoble studierte. Er schrieb dort eine Arbeit über den Multiplizitätsbegriff in der Geometrie und veröffentlichte 1942, noch als Student, seine erste Arbeit. Während des Zweiten Weltkriegs war Samuel ein Mitglied der französischen Résistance. Nach dem Krieg erhielt er ein Stipendium und machte seinen Master-Abschluss an der Princeton University, wo er 1947 bei Oscar Zariski mit der Dissertation Ultrafilters and Compactification of Uniform Spaces promoviert wurde. 1947 bis 1949 arbeitete er in Frankreich beim CNRS. 1949 wurde er Maître de conférences an der Universität in Clermont-Ferrand, wo er später auch Professor wurde. 1961 wurde er Professor an der Universität von Paris-Süd XI in Orsay. Anfang der 1970er Jahre war er dort auch, beeinflusst durch seinen Freund Alexander Grothendieck, politisch aktiv in der Umweltschutz- und Friedens-Gruppe Les Amis de la Terre, deren Vorsitzender er 1982 bis 1989 war. Er schrieb auch Bücher über Ökologie und die globale Erwärmung (1980). Seine Faszination für Amazonen (weibliche Krieger) führte zu dem historischen Buch Amazones, Guerrières et Gaillardes, das 1975 erschien.
Samuel ist bekannt für seine Lehrbücher, insbesondere die zweibändige Commutative Algebra mit Oscar Zariski, die 1958 und 1960 erschienen. Er schrieb aber auch 1953 eine knappe Algèbre Locale, 1955 Méthodes d'algèbre abstraite en géométrie algébrique, Anneaux factoriels 1963, Old and new results on algebraic curves 1963 (unter anderem mit Grauerts Beweis der Mordell-Vermutung für Funktionenkörper) und Théorie algébrique des nombres 1967.
Samuel war seit Ende der 1940er Jahre Mitglied von Bourbaki und filmte auch einige ihrer Treffen. Ausschnitte wurden 2000 im französischen Fernsehen gesendet. Als Nachfolger von Dieudonné war er Sekretär der Gruppe (sein eigener Nachfolger wurde Pierre Cartier).
1958 war er Invited Speaker auf dem Internationalen Mathematikerkongress in Edinburgh (Relations d´equivalence en geometrie algebrique).
Zu seinen Doktoranden zählt Lucien Szpiro.
Er war seit 1948 verheiratet und hatte zwei Kinder.